# Мельница моды
Мельница моды — фестиваль-конкурс моды и фотографии в Республике Беларусь. Первый белорусский модный форум общегосударственного значения ежегодно проводящийся в Минске с 2001 года для поддержки молодых дизайнеров одежды, моделей, мастеров фотографии, стилистов и визажистов, а также повышения квалификации мастеров в сфере дизайна, выбора одежды, оказания услуг. Также рассматривает вопросы сбережения национальных культурных традиций, освоение зарубежного опыта и расширение контактов с иностранными мастерами.
Фестиваль делает отсчёт своей истории с 1992 года так как является правопреемником существовавшего с 1992 по 2000 годы конкурса «Супермодель Белоруссии». Автором и руководителем фестиваля с 2001 по 2011 годы являлся Александр Леонидович Варламов (Саша Варламов)

## История создания и формат фестиваля

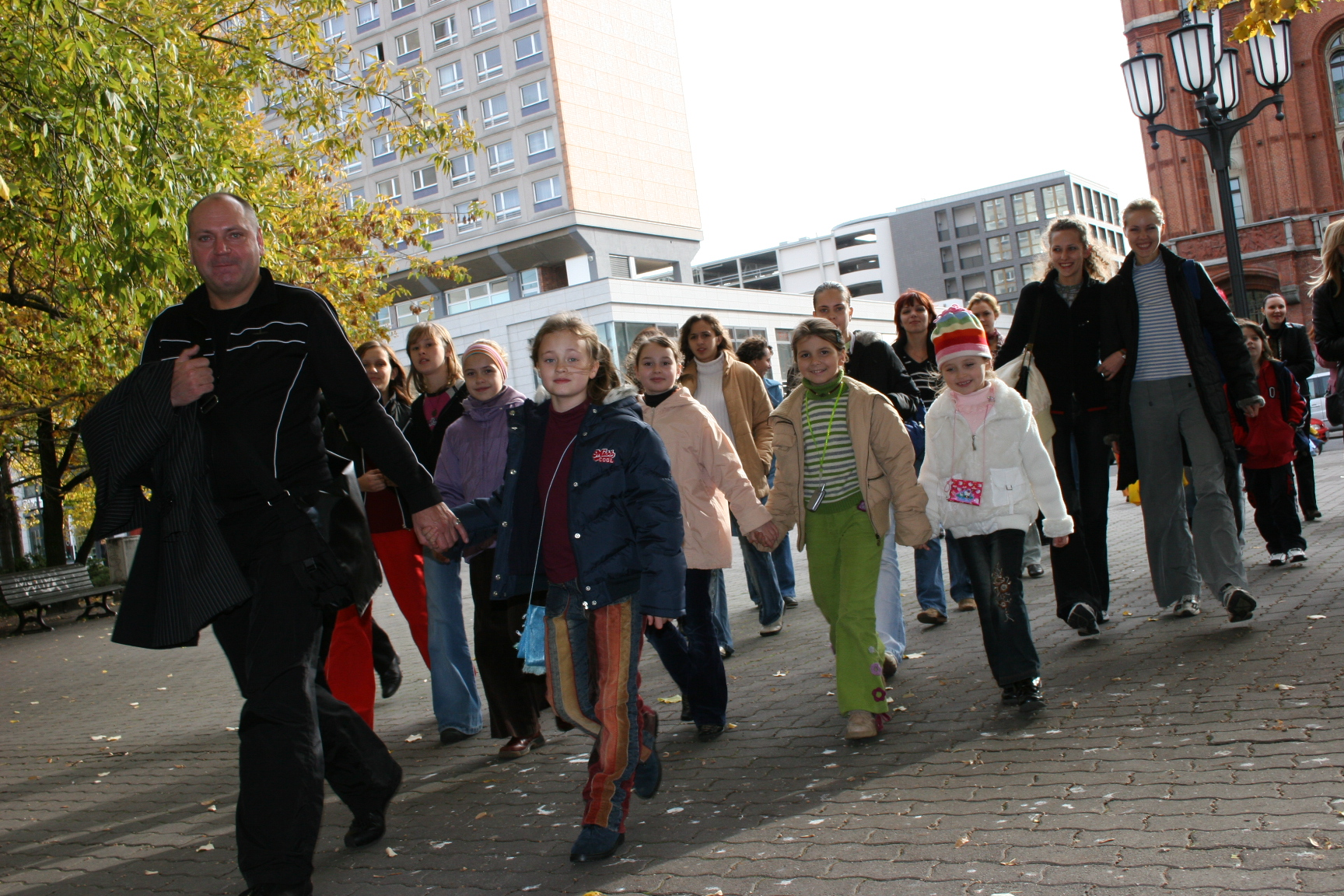
Саша Варламов и дети участники Международной молодёжной творческой мастерской «Мельница моды в Берлине». Площадь Александрпалас (Берлин, Германия), октябрь 2004 г.

С 2001 по 2011 годы официальными организаторами фестиваля выступили Белорусский государственный университет и Агентство моды Саши Варламова. Организатором конкурса на этот же период стал Александр Леонидович Варламов. А с 2012 года права организатора получило Министерство образования Республики Беларусь и Национальный центр художественного творчества детей и молодёжи. Руководителем конкурса стала директор центра художественного творчества Надежда Васильевна Васильчанка. Художественным руководителем — Светлана Михайловна Гнездёнок.
Задумка о создании фестиваля конкурса пришла ещё в 1997 году. Когда в рамках конкурса «Супермодель Белоруссии» проводилась номинация «Модель» из которой позже в 2000 году и появился этот конкурс. Целью создания нового конкурса стало соединить в себе всё лучшее что было в «Супермодели Белоруссии» но значительно расширить рамки конкурса. В частности конкурс стал включать в себя дизайн одежды, художественную фотографию,, сценографию, поэзию и скульптуру. а также соединить вместе тех кто создаёт модные тенденции и тех кто их потребляет.
Отборочные туры на конкурс проходят в течение всего года во всех регионах страны. Финал конкурса проходит традиционно в Минске в апреле — мае. С 2001 по 2011 год концепция конкурса предусматривала что все прошедшие в финальную часть получали те или иные бонусы и призы, самыми престижными из которых были консультации с зарубежными специалистами и возможность стажировки в иностранных модных домах. После 2011 года концепция изменилась и призы получают лишь те кто занимают 3 призовых места в каждой из номинаций.
Также конкурс наладил сотрудничество с некоторыми модными домами на постоянной основе. Так с октября 2003 года сотрудничество было налажено с Международной школой моды «ESMOD» (Мюнхен Берлин), студией «Berçot» Париж и Европейским институтом дизайна в Милане. В период с 2012 по 2015 годы сотрудничество также было налажено с институтом моды «SITAM» в Италии, Краковской школой художеств, школой технологий и дизайном костюма в Кёльне, Международным конкурсом молодых дизайнеров «Русский силуэт» в Москве и домом мод «СВ модэлс» в Вильнюсе.

## Молодёжные творческие мастерские
Первые идем и создание творческих мастерских пришли ещё в 2000 году в рамках акции «Суперобраз XXI века — звук, цвет, форма». Их целью их был рост творческого опыта у молодых мастеров моды.
С 2004 года в рамках фестиваля проект «молодёжные творческие мастерские» стал реализовываться на постоянной основе. Расширявший рамки конкурса с культурного до культурно — образовательного проекта. Победители и наиболее талантливые участники фестиваля получили возможность и после завершения конкурса продолжать работу с ведущими специалистами в выбранной области а так же получать стажировку от иностранных мастеров.
В период с 2004 по 2011 годы творческие мастерские проводились в выездном формате в Германии (2004, 2005, 2007, 2008, 2009, 2010, 2011), Италии (2005), Бельгии (2008, 2009, 2010), Австрии (2008, 2009, 2010), Чехии (2008, 2010), Швеции (2007, 2008, 2009, 2010, 2011) и Литве (2010).

## Символ фестиваля
Символом и призом фестиваля с 2007 года является фарфоровая статуэтка античной скульптуры.